# Northvolt

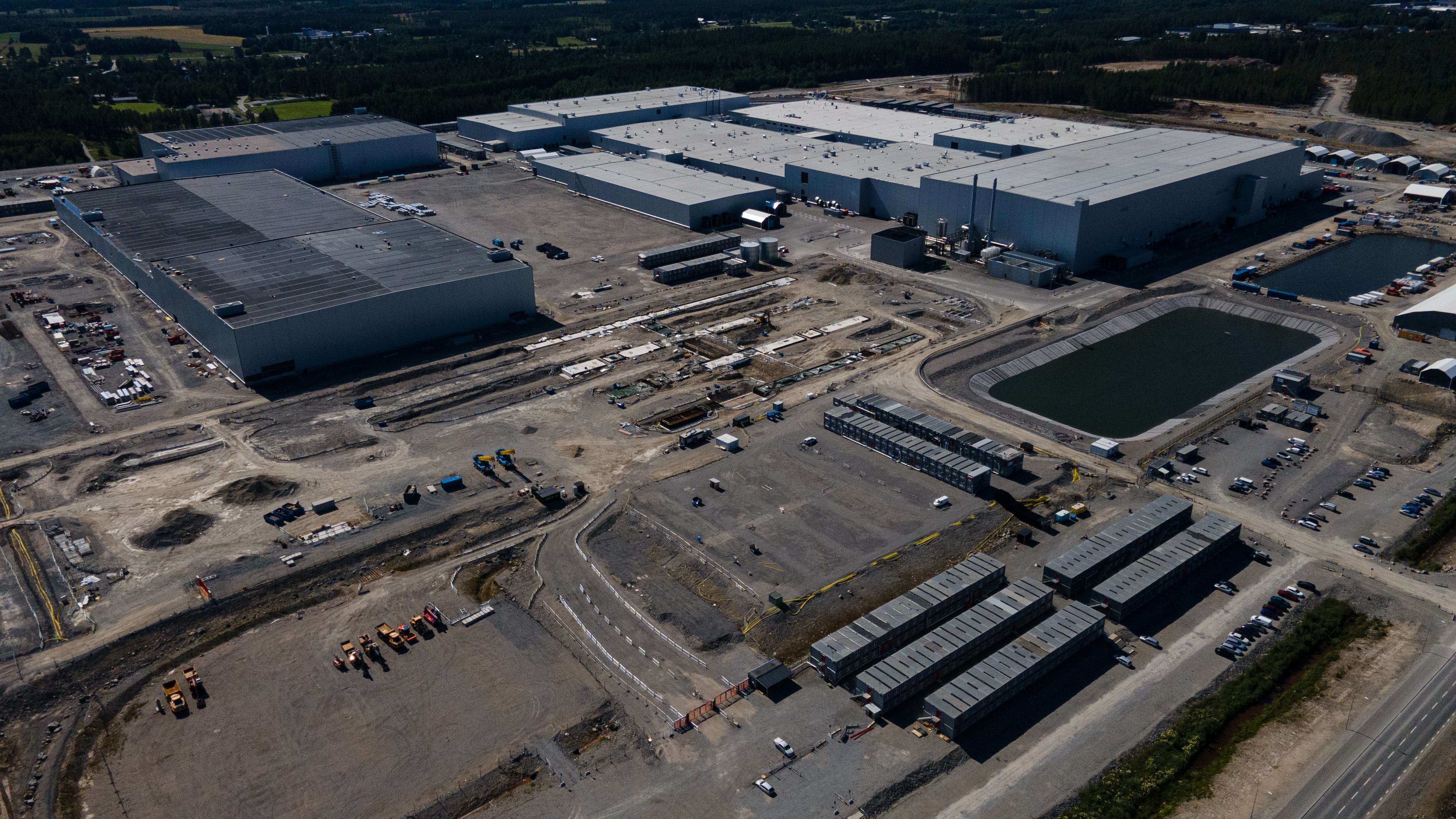
Northvolt Ett in Zweden

Northvolt AB is een voormalige Zweedse ontwikkelaar en fabrikant van lithium-ion batterijen voor elektrische voertuigen. Het bedrijf werd in 2015 opgericht door twee voormalige leidinggevenden van Tesla. Eind 2021 kwam de eerste fabriek, in Skellefteå in het noorden van Zweden, in productie. In maart 2025 verklaarde een rechtbank in Zweden Northvolt failliet. In augustus werden grote delen van Northvolt overgenomen door de Amerikaanse start-up Lyten.

## Activiteiten
Northvolt was een producent van accu's voor elektrische voertuigen. Per jaareinde 2022 telde het bedrijf 4167 medewerkers en had het een orderportefeuille van US$ 55 miljard. De belangrijkste klanten waren BMW, Volvo Cars, diverse luxe merken van de VW Group en Scania.

### Resultaten
Northvolt bestond sinds 2017 en de kosten voor onderzoek en investeringen in fabrieken drukten zwaar op de resultaten. De omzet steeg in 2022 sterk toen Northvolt Ett batterijen begon te leveren aan autofabrikanten. In 2023 besloot Northvolt de resultaten in Amerikaanse dollars weer te geven. Voor de vergelijkbaarheid zijn de resultaten over 2022 ook omgerekend naar dollars.
| Jaar | Omzet       | Resultaat vóór belastingen | Netto- resultaat | Werknemers (gemiddeld) |
| Jaar | (× miljoen) | (× miljoen)                | (× miljoen)      | Werknemers (gemiddeld) |
| ---- | ----------- | -------------------------- | ---------------- | ---------------------- |
| 2018 | SEK 55      | SEK −196                   |                  |                        |
| 2019 | SEK 93      | SEK −534                   |                  |                        |
| 2020 | SEK 204     | SEK −1215                  |                  |                        |
| 2021 | SEK 678     | SEK −1096                  | SEK −660         | 1912                   |
| 2022 | US$ 107     | US$ −318                   | US$ −285         | 3512                   |
| 2023 | US$ 128     | US$ −1167                  | US$ −1168        | 5312                   |

## Geschiedenis
In 2015 werd SGF Energy opgericht. De oprichters waren Peter Carlsson en Paolo Cerutti, oud medewerkers van Tesla. Het doel van het bedrijf is de auto-industrie te voorzien van accu's voor elektrische voertuigen. In 2017 werd de naam gewijzigd in Northvolt.
In mei 2019 kreeg Northvolt een lening van 3,5 miljard Zweedse kroon (ongeveer € 350 miljoen) van de Europese Investeringsbank (EIB). In juni maakten BMW, Volkswagen, Goldman Sachs en Folksam bekend dat ze in het bedrijf gezamenlijk zo’n US$ 1 miljard gaan investeren. Hiermee willen de Europese autofabrikanten een serieuze tegenspeler worden van Tesla, Toyota en Nissan. In Västerås werd een onderzoekscentrum en proeffabriek, Northvolt Labs, gebouwd.
In maart 2021 werd het Amerikaanse Cuberg overgenomen. Cuberg, opgericht in 2015 en onderdeel van Stanford-universiteit, houdt zich bezig met onderzoek om de capaciteit en levensduur van de batterijen te verbeteren. Cuberg verkoopt de kennis aan diverse bedrijven waaronder Boeing.
Na de proeffase begon Northvolt met de bouw van een batterijfabriek in Skellefteå. Zweden is een aantrekkelijke vestigingsplaats vanwege de aanwezigheid van essentiële grondstoffen, zoals nikkel, kobalt, lithium en grafiet, en de beschikbaarheid van goedkope stroom van waterkrachtcentrales. In december 2021 werd hier de eerste batterij geassembleerd en in mei 2022 werd de eerste batterij geleverd aan een autofabrikant. De fabriek, Northvolt Ett, heeft een capaciteit van 16 gigawattuur (GWh) en er werken zo'n 1400 mensen. Er bestaan concrete uitbreidingplannen naar 32 GWh in 2023. Uiteindelijk kan de capaciteit doorgroeien naar 60  GWh.
Nog voor deze fabriek gereed was, maakten Volkswagen en Northvolt in 2019 bekend een tweede fabriek, Northvolt Zwei, te bouwen in het Duitse Salzgitter. Als alles volgens plan verloopt start hier de productie in 2024 en deze fabriek krijgt een capaciteit van 20 GWh. In mei 2020 maakte Volkswagen bekend de fabriek grotendeels zelf te bouwen en trekt hiervoor een bedrag van € 450 miljoen euro uit. Op 16 juli 2020 tekenden Northvolt en BMW een contract waarbij Northvolt vanaf 2024 batterijen gaat leveren. In juli 2024 annuleerde BMW een bestelling van twee miljard euro bij Northvolt al willen de twee in de toekomst wel gaan samenwerken.
Op 30 juli 2020 verstrekte de EIB een tweede lening van € 350 miljoen, in het kader van het InnovFin-programma van de Europese Unie, om een demonstratielijn te bouwen voor een nieuw type batterij. Op 10 augustus kreeg Northvolt leningen ter waarde van US$ 1,6 miljard van een consortium van commerciële banken, pensioenfondsen en andere financiële instellingen.
Op 22 augustus 2023 haalde Northvolt US$ 1,2 miljard op voor plannen voor een batterijfabriek in Canada. Diverse beleggers en investeerders, zoals BlackRock en de Canada Pension Plan Investment Board, nemen de financiering voor hun rekening. Een maand later maakte het bedrijf de bouw bekend van Northvolt Six, deze fabriek komt bij Montreal en krijgt een capaciteit van 60 GWh. In november 2023 werd 17 hectare grond gekocht en de bouw start in 2024. De eerste batterijen worden verwacht in 2024 en in 2026 zal de bouw van de eerste fase worden afgerond. Eenmaal gereed zal de fabriek aan zo'n 3000 mensen werk verschaffen.
In november 2023 maakte Northvolt Labs de ontwikkeling bekend van een natrium-ion-accu of zoutbatterij. Dit heeft als belangrijk voordeel dat er minder schaarse metalen, zoals lithium en kobalt, nodig zijn in vergelijking tot een lithium-ion batterij. In een lithiumbatterij bewegen lithium-ionen van de ene naar de andere pool waarbij elektriciteit vrijkomt en in een zoutbatterij zijn dat natrium-ionen. De zoutbatterij is behalve goedkoper ook brandveiliger. Een nadeel van de zoutbatterij is een lagere energiedichtheid van 160 wattuur per kilogram die voor een standaard auto-accu ligt op 250 wattuur per kg.
In september 2024 maakte het bedrijf een omvangrijke reorganisatie bekend. De vraag naar batterijen ontwikkelt zich trager dan verwacht en de financiële verliezen maken het snijden in kosten en uitgaven noodzakelijk. De maatregelen betreffen, onder meer, het stilleggen van de investeringen in de nieuwe kathodefabriek, Northvolt Ett Upstream 1, in Zweden. In Borlänge, ook in Zweden, wordt het Northvolt Fem-programma beëindigd. De batterijfabriek in het Poolse Gdansk blijft, maar Northvolt gaat op zoek naar partners en investeerders en de verkoop van de fabriek wordt niet uitgesloten. In Californië wordt dochterbedrijf Cuberg en de lithiummetaaltechnologie geïntegreerd in Zweedse vestigingen. De focus blijft grootschalige celproductie, waardoor de bouw van Northvolt Drei in Duitsland en Northvolt Six in Canada doorgaan. In november 2024 werd Cuberg alsnog verkocht aan het Amerikaanse bedrijf Lyten.
In maart 2025 verklaarde een rechtbank in Zweden Northvolt failliet. Northvolt kampte met productieproblemen en stijgende kosten. Verder heeft de Volksrepubliek China een dominante positie bij de productie van batterijen voor elektrische auto's: het land maakt ongeveer driekwart van alle batterijen ter wereld, die ook nog eens goedkoper zijn dan die van concurrenten in Europa en Noord-Amerika.
Op 7 augustus 2025 werd bekend dat Lyten, een Amerikaanse start-up van lithium-zwavel-accu's, grote delen koopt uit de boedel van Northvolt. Lyten wordt onder meer gesteund door Stellantis, FedEx en de Amerikaanse overheid. Lyten koopt de activiteiten in Duitsland en Zweden zoals Northvolt Labs, Northvolt Ett, Northvolt Drei en alle kennis op het gebied van de batterijen. Deze fabrieken hebben een bestaande capaciteit om batterijen te produceren met een vermogen van 16 GWh en 15 GWh aan concrete plannen of projecten waaraan wordt gewerkt. Lyton is verder bereid het personeel over te nemen of weer opnieuw aan te nemen. De koopsom is niet bekend gemaakt, maar de activiteiten werden eerder gewaardeerd op ongeveer US$ 5 miljard op.